# Casasia jacquinioides
Casasia jacquinioides là một loài thực vật có hoa trong họ Thiến thảo. Loài này được (Griseb.) Standl. mô tả khoa học đầu tiên năm 1919.